# Comuna 1 Popular
La comuna 1 Popular es una de las 16 comunas de Medellín. Está ubicada en la zona 1 nororiental del distrito. Su extensión total es de 3,0991 km² (309,9 ha). Según la proyección poblacional de 2021, cuenta con 145 235 habitantes.
Limita por el norte con el barrio Santa Rita del municipio de Bello; por el este, con el corregimiento de Santa Elena; por el sur, con los barrios María Cano Carambolas, San José la Cima y La Salle de la comuna 3 Manrique; y por el oeste, con los barrios Moscú n.º 1, Villa del Socorro, La Francia y La Isla, pertenecientes a la comuna 2 Santa Cruz.
Según el Departamento Administrativo de Planeación Municipal, la comuna 1 Popular presenta una división políticoadministrativa que incluye 12 barrios.
Según el Departamento Administrativo de Planeación Municipal, la comuna 1 Popular presenta una división políticoadministrativa que incluye doce barrios.
El sector Popular incluye terrenos con inclinaciones donde habita la mayor parte de su población. Los barrios Santo Domingo Savio n.º 1 y n.º 2, La Avanzada, Carpinelo y La Esperanza n.º 2 están localizados en zonas con pendientes que superan el 40 %. Además, El Popular, Granizal y algunas áreas de Villa Guadalupe se encuentran en pendientes que oscilan entre el 25 % y el 40 %. Existen sectores dentro de la comuna donde las pendientes alcanzan más del 60 %, situándose por encima de los límites urbanos, lo que las hace inadecuadas para la edificación de cualquier unidad habitacional.
Este territorio alberga las quebradas: La Seca o Cañada Negra, La Herrera o Granizal, Carevieja o Villa Guadalupe, y El Zancudo, así como El Aguacatillo y Chorro Oscuro 2. Estos cursos de agua fluyen por cañones muy profundos, cuyas orillas han sido casi completamente ocupadas por construcciones informales. La razón de esta ocupación radica en la escasez de terrenos aptos para el desarrollo urbano y en el bajo costo que ofrecen estas áreas, que han sido testigos de desastres por inundaciones durante las temporadas de lluvia.
La comuna 1 Popular exhibe una red vial que no ha sido adecuadamente planificada, lo que resulta en un sistema discontinuo y caótico que complica la movilidad en la zona. Los principales ejes viales de la comuna son la carrera 39, la carrera 42B, la carrera 46 y la calle 107B. En términos de transporte, la comuna 1 Popular dispone de la línea K del Metrocable de Medellín, así como de rutas alimentadoras y transporte público.
En la comuna 1, el equipamiento cultural se compone de varios elementos significativos, tales como el cerro Santo Domingo, la Casa de Piedra, que es un sitio arqueológico; el cerro las Brisas de Oriente, el morro de La Cruz, y diversos parques, incluyendo el parque La Cruz, el parque lineal quebrada La Herrera, el parque Biblioteca España, el parque Villa de Guadalupe, el parque Ajedrez y el parque de El Compromiso. Asimismo, se encuentra la nueva Unidad de Vida Articulada—UVA— de La Esperanza, que cumple funciones educativas y culturales.
La comuna presenta la ventaja de contar con un sistema de transporte masivo: la línea K del teleférico—comúnmente llamado metrocable—, parte del Sistema Integrado de Transporte del Valle de Aburrá—SITVA—, lo que simplifica el acceso al territorio tanto para sus habitantes como para los visitantes.

## Ubicación
El área total de la comuna 1 Popular es de 3,0991 km² (309,9 ha). Según el Plan de Emergencias de la Comuna 1, el sector Popular incluye terrenos con inclinaciones donde habita la mayor parte de su población. Los barrios Santo Domingo Savio n.º 1 y n.º 2, La Avanzada, Carpinelo y La Esperanza n.º 2 están localizados en zonas con pendientes que superan el 40 %. Además, El Popular, Granizal y algunas áreas de Villa Guadalupe se encuentran en pendientes que oscilan entre el 25 % y el 40 %. Existen sectores dentro de la comuna donde las pendientes alcanzan más del 60 %, situándose por encima de los límites urbanos, lo que las hace inadecuadas para la edificación de cualquier unidad habitacional.
Este territorio alberga las quebradas: La Seca o Cañada Negra, La Herrera o Granizal, Carevieja o Villa Guadalupe, y El Zancudo, así como El Aguacatillo y Chorro Oscuro 2. Estos cursos de agua fluyen por cañones muy profundos, cuyas orillas han sido casi completamente ocupadas por construcciones informales. La razón de esta ocupación radica en la escasez de terrenos aptos para el desarrollo urbano y en el bajo costo que ofrecen estas áreas, que han sido testigos de desastres por inundaciones durante las temporadas de lluvia.
La comuna 1 Popular se encuentra en zonas con inclinaciones significativas, lo que genera un alto índice de movimientos en masa. Asimismo, los problemas derivados de la ocupación y la alteración de los cauces de las quebradas aumentan la frecuencia de estos movimientos en sus laderas.

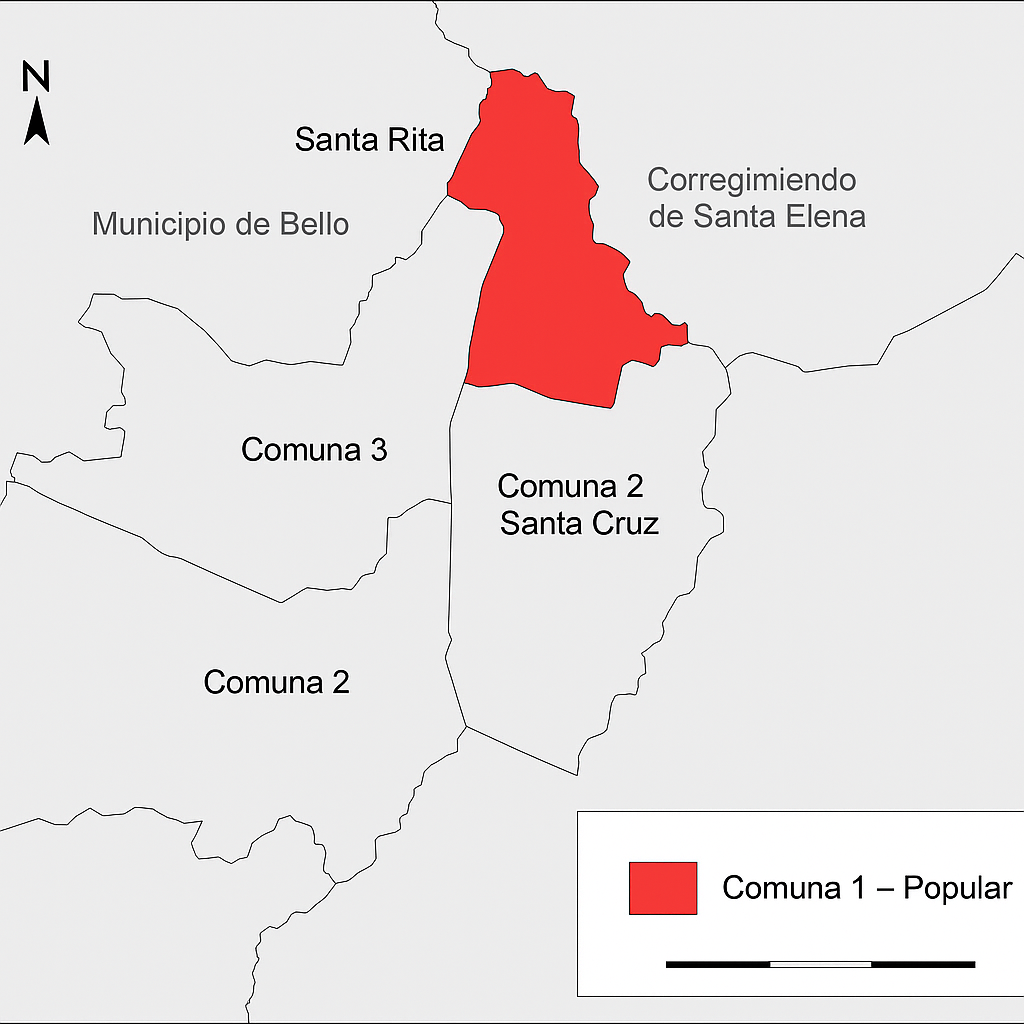
Mapa de la comuna 1 Popular con sus límites administrativos y vecinos

Administrativamente hablando, la comuna 1 Popular limita por el norte con el barrio Santa Rita, perteneciente al municipio de Bello; por el este, con el corregimiento de Santa Elena; por el sur, con los barrios María Cano Carambolas, San José La Cima y La Salle, de la comuna 3 Manrique; y por el oeste, con los barrios Moscú n.º 1, Villa del Socorro, La Francia y La Isla, de la comuna 2 Santa Cruz.
| Noroeste: Comuna 2 Santa Cruz y barrio Santa Rita (Bello)             | Norte: Barrio Santa Rita Municipio de Bello                                              | Nordeste: Corregimiento de Santa Elena                                  |
| Oeste: Barrios La Francia y La Isla Comuna 2 Santa Cruz               |                                                                                          | Este: Corregimiento de Santa Elena                                      |
| Suroeste: Barrios Moscú n.º 1 y Villa del Socorro Comuna 2 Santa Cruz | Sur: Barrios María Cano Carambolas, San José La Cima y Barrio La Salle Comuna 3 Manrique | Sureste: Corregimiento de Santa Elena y barrios de la Comuna 3 Manrique |

## Historia
La historia de la comuna 1 Popular refleja un proceso sostenido de construcción territorial desde las bases sociales, en el que las comunidades han tenido un protagonismo comunitario en la conformación del entorno urbano. A través de prácticas como la autoconstrucción, la organización vecinal y la autogestión de servicios, los habitantes han respondido a contextos de exclusión, desplazamiento y conflicto. Las transformaciones experimentadas por el territorio se entrelazan con iniciativas colectivas y formas de resistencia local, que han contribuido a definir la identidad y las dinámicas sociales de la comuna.

### Antecedentes
Desde mediados del siglo XX, Medellín experimentó un crecimiento acelerado, impulsado por la industrialización y un fuerte proceso de migración interna desde zonas rurales de Antioquia. Entre 1938 y 1973, la población de la ciudad aumentó de unos 168 300 habitantes a más de 1 150 000, como resultado de desplazamientos motivados por la violencia política, la pobreza y la problemática agraria asociada al periodo conocido como La Violencia (1946‑1966). Estos flujos poblacionales se asentaron en la ciudad sin que esta contara con la capacidad urbanística necesaria para integrarlos adecuadamente.
Este crecimiento urbano contrastó con los procesos de ocupación informal que tuvieron lugar en la periferia nororiental, donde los nuevos habitantes llegaron a terrenos escarpados y sin uso, sin planificación ni servicios públicos. Allí se desarrolló un poblamiento autoconstruido, mediante invasiones y loteos colectivos. Según diversos estudios sobre la urbanización popular en Medellín, este modelo se caracterizó por una colonización urbana de tipo comunitario y solidario, que se extendió sobre suelos considerados inconstruibles por los parámetros técnicos oficiales.
En el caso de la comuna 1 Popular, las primeras edificaciones surgieron entre las décadas de 1950 y comienzos de 1960, en barrios como Moscú n.º 1, Granizal, Villa de Guadalupe y San Pablo. Estos asentamientos se originaron mediante invasiones colectivas y autoconstrucción en suelos inestables, con fuertes pendientes y en cercanías de quebradas, lo cual incrementó los riesgos de deslizamientos e inundaciones. En este contexto, las viviendas fueron levantadas de manera empírica, sin reservas para espacio público ni acceso adecuado a infraestructura urbana.
Este proceso refleja el ciclo conflicto–migración–colonización urbana descrito por Aprile‑Gniset y retomado en investigaciones posteriores: una dinámica territorial que comienza con desplazamientos forzados, continúa con la conformación de barrios populares mediante autoconstrucción y culmina en la consolidación de comunidades a través de redes de cooperación vecinal.

### Consolidación urbana y conflicto armado
Durante las décadas de 1960 y 1970 se consolidaron barrios como Santo Domingo Savio n.º 1, Santo Domingo Savio n.º 2, Granizal y Popular. La expansión continuó hacia áreas periurbanas con la aparición de asentamientos como El Compromiso, Aldea Pablo VI, La Esperanza n.º 2 y Carpinelo, que fueron formalizados como barrios en 1993. En este contexto, gran parte de las obras de infraestructura básica fue impulsada mediante autogestión comunitaria, dada la escasa intervención estatal.
A partir de la década de 1980, el territorio se convirtió en escenario de conflicto urbano debido a la presencia de milicias y grupos armados ilegales que disputaban el control territorial. Uno de estos grupos fueron las Milicias Populares del Pueblo y para el Pueblo (MPPP), fundadas hacia 1986 en el barrio Popular 1. Las MPPP ejercieron control territorial mediante prácticas como la denominada «limpieza social», el cobro de extorsiones y la administración informal de justicia.
A comienzos de la década de 1990, estos grupos comenzaron a perder legitimidad debido a los abusos contra la población civil. En mayo de 1994, alrededor de 650 personas vinculadas a las milicias firmaron un acuerdo de desmovilización con representantes del gobierno nacional y municipal. Como parte del proceso, se creó la Cooperativa de Seguridad Comunitaria (Coosercom), integrada por exmilicianos, aunque posteriormente se disolvió debido a conflictos internos.
No obstante, la desmovilización no puso fin al conflicto. Algunos exmilicianos conformaron nuevas estructuras armadas, como los Comandos Armados del Pueblo (CAP), surgidos en la Comuna 13 hacia 1996 con vínculos con remanentes de las MPPP. Paralelamente, las Autodefensas Unidas de Colombia (AUC) incursionaron en Medellín, intensificando la violencia urbana.
Estas dinámicas generaron nuevas formas de control armado en los barrios, reconfigurando la violencia local mediante redes de microtráfico, extorsión y fronteras invisibles. Frente a ello, el Estado desplegó intervenciones armadas y estrategias de seguridad urbana en los años 2000, con resultados dispares en términos de pacificación y gobernabilidad territorial.

### Intervención institucional y urbanismo social
A comienzos del siglo XXI, la administración municipal promovió una serie de intervenciones urbanas bajo el modelo del urbanismo social, orientadas a mejorar la integración física y social de sectores periféricos como la comuna 1 Popular. Uno de los hitos fue la inauguración de la línea K del Metrocable en 2004, que conectó la zona nororiental con el sistema de transporte masivo del Metro de Medellín. A partir de esta obra se desarrollaron proyectos como el PUI Nororiental, el Cinturón Verde Metropolitano y varias Unidades de Vida Articulada.
Estas iniciativas transformaron el entorno mediante la construcción de infraestructura pública, parques, senderos ecológicos y equipamientos barriales. En algunos casos —como el del Cinturón Verde— fueron bien recibidas por la comunidad y destacadas por su enfoque participativo. Otras, en cambio, generaron controversia. La Biblioteca España, inaugurada en 2007 como símbolo del urbanismo social, presentó graves deterioros estructurales pocos años después de su apertura, lo que motivó su cierre en 2015 y un prolongado proceso de reparación que afectó su función cultural y educativa.
Investigadores y líderes comunitarios han valorado de forma diversa el alcance de estas transformaciones. Mientras algunos subrayan su aporte a la conectividad y al reconocimiento simbólico de sectores históricamente marginados, otros destacan la persistencia de problemas estructurales como el desempleo, la pobreza y la inseguridad.
Pese a las múltiples intervenciones institucionales, diversos sectores comunitarios han expresado inconformidad con la ejecución y continuidad de los proyectos, así como con la falta de soluciones integrales a las condiciones de vulnerabilidad en la zona nororiental. Estas críticas apuntan a que, si bien se mejoró la infraestructura y la conectividad, subsisten desigualdades profundas relacionadas con pobreza, desempleo, inseguridad y control informal del territorio.

## Organización territorial
Según el Departamento Administrativo de Planeación Municipal, la comuna 1 Popular presenta una división políticoadministrativa compuesta por doce barrios, conforme al Decreto 346 de 2000. La normativa menciona como integrantes de esta comuna a los barrios Santo Domingo Savio n.º 1, Santo Domingo Savio n.º 2, Granizal, Popular, Moscú n.º 2, Villa Guadalupe, San Pablo, Aldea Pablo VI, La Esperanza n.º 2, La Avanzada, Carpinelo y El Compromiso.
A pesar de ello, la comunidad reconoce la existencia de veintiún barrios, equivalentes a sectores según Planeación Municipal. Cada uno cuenta con una Junta de Acción Comunal —JAC—, reconocida tanto por la Secretaría de Participación Ciudadana como por la propia comunidad, y que opera dentro de radios de acción claramente definidos para el desarrollo de sus actividades.
Estos barrios son: La Esperanza n.º 2, La Avanzada, Nuestra Señora del Rocío, Santo Domingo Savio n.º 1, Santa María La Torre, Santo Domingo n.º 2, Nuevo Horizonte, Popular 1, Popular 2 Parte Central, Popular 2, Granizal, San Pablo 1, San Pablo 2, El Compromiso, Carpinelo 1, Carpinelo 2, Santa Cecilia 1, Santa Cecilia 2, Marco Fidel Suárez, Guadalupe Parte Baja y Guadalupe Central.
|                  |                           |              |
| Código de barrio | Nombre                    | Área (en m²) |
| 101              | Santo Domingo Savio n.º 1 | †            |
| 102              | Santo Domingo Savio n.º 2 | †            |
| 103              | El Popular                | †            |
| 104              | Granizal                  | †            |
| 105              | Moscú n.º 2               | †            |
| 106              | Villa Guadalupe           | †            |
| 107              | San Pablo                 | †            |
| 108              | El Compromiso             | †            |
| 109              | Aldea Pablo VI            | †            |
| 110              | La Esperanza n.º 2        | †            |
| 111              | La Avanzada               | †            |
| 112              | Carpinelo                 | †            |
| Total            |                           |              |

† Hasta el momento no se dispone de fuentes oficiales que consignen el área de cada barrio de la comuna 1 Popular. Esta información podría obtenerse de bases catastrales del municipio.

## Demografía

### Población
De acuerdo con la proyección demográfica del DANE en 2010, se anticipó que la población para el año 2014 sería de 129 781 personas, equivalente al 5,32 % del total de la ciudad. Esta proyección reveló que 61 508 serían hombres (47,39 %) y 68 273 mujeres (52,61 %), lo que refleja una ligera mayoría de mujeres.
Es relevante mencionar que, de acuerdo con los registros del Sistema de Identificación de Potenciales Beneficiarios de Programas Sociales —SISBEN—, la población de la comuna en marzo de 2014 era de 149 161 personas, una diferencia de 19 380 frente a las proyecciones del DANE para ese mismo año. Dado lo anterior, en las secciones siguientes se tomará como referencia la información del DANE para el análisis poblacional.
| Sexo | 1993   | 2005    | 2014    |
| --- | ------ | ------- | ------- |
| Hombres | 49 276 | 58 174  | 61 508  |
| Mujeres | 49 962 | 63 893  | 68 273  |
| Total | 99 238 | 122 067 | 129 781 |
| Fuente: DANE 2010. Proyecciones de Población Municipio de Medellín por comunas y corregimientos. Años 1993, 2005-2015 |        |         |         |

### Tasa de crecimiento poblacional
La comuna 1 Popular presenta una tendencia creciente en su población. En 2005, año en que se inicia la fase 1 del diagnóstico del Plan de Desarrollo Local, la población era de 122 067 personas. Para 2014, esta cifra se elevó a 129 781, lo que implica una tasa de crecimiento del 5,94 % en un periodo de nueve años. Este incremento también se refleja en la densidad, que pasó de 393,76 habitantes por hectárea en 2005 a 418,65 en 2014.
En contraste, la tasa de fecundidad se redujo de 3,4 en 1993 a 2,71 durante el periodo 2011-2015. Desde esta perspectiva, el crecimiento poblacional de la comuna se explica tanto por los nacimientos como por la inmigración. Cabe destacar que, desde su fundación, la comuna 1 Popular ha sido un destino para población de escasos recursos. El gráfico siguiente detalla el crecimiento poblacional entre 2005 y 2014.
| Crecimiento poblacional comuna 1 Popular de 2005 a 2014                                                               |
| |
| Fuente: DANE 2010. Proyecciones de Población Municipio de Medellín por comunas y corregimientos. Años 1993, 2005-2015 |

### Tasa de mortalidad
El informe del perfil epidemiológico de la comuna 1 Popular para el periodo 2005-2012 (2013) señala que su tasa general de mortalidad ha estado por encima del promedio de la ciudad. El año con mayor diferencia fue 2009, con 580,2 muertes por cada 100 000 habitantes, frente a un promedio urbano de 451,9. A partir de 2011, la tasa comenzó a disminuir, pasando de 525,1 en 2010 a 408,6.
La mortalidad está asociada principalmente a enfermedades del sistema circulatorio, seguidas por neoplasias (tumores), causas externas y enfermedades transmisibles. Dentro del sistema circulatorio, destacan las enfermedades isquémicas del corazón y las cerebrovasculares. En cuanto a causas externas, se evidencia una alta incidencia de homicidios, especialmente en los años 2009 y 2010.
Por sexo, los hombres presentan mayor mortalidad por causas externas y enfermedades del sistema circulatorio, mientras que en las mujeres predominan las enfermedades del sistema circulatorio y, en menor medida, las neoplasias.
En relación con la infancia, Medellín en Cifras n.º 4 informa que en 2012 se registraron dos muertes por desnutrición, una en la comuna 1 y otra en Robledo, elevando la tasa a 1,37 por cada 100.000 menores de cinco años.
En el mismo año, la tasa de mortalidad infantil de Medellín fue de 10,87 muertes por cada mil nacimientos vivos. La comuna 1 presentó la mayor tasa de mortalidad infantil de la ciudad en ese periodo.
En cuanto al cáncer de cuello uterino, las comunas de Manrique y Popular presentan tasas superiores al promedio de la ciudad, superando las 5,03 muertes por cada 100 000 mujeres.

### Estructura de la población

#### Población por edad
Según las proyecciones por grupos etarios, el 52,90 % de la población está compuesto por personas entre 0 y 29 años. El grupo de 30 a 59 años representa el 37,48 %, mientras que el de 60 años o más corresponde al 9,62 %. Estas cifras reflejan una alta concentración en las edades clave para los procesos educativos.
La población en edad laboral equivale aproximadamente al 50 %, y los adultos mayores representan menos del 10 %. La tabla y los gráficos siguientes presentan los datos por edad y sexo, según el DANE.
| Hombres | Edad  | Mujeres |
| ------- | ----- | ------- |
| 6111    | 0-4   | 5849    |
| 6037    | 5-9   | 5804    |
| 5712    | 10-14 | 5581    |
| 5788    | 15-19 | 5769    |
| 5570    | 20-24 | 5681    |
| 5118    | 25-29 | 5635    |
| 4177    | 30-34 | 5102    |
| 3803    | 35-39 | 4738    |
| 3584    | 40-44 | 4472    |
| 4048    | 45-49 | 4901    |
| 3573    | 50-54 | 4344    |
| 2640    | 55-59 | 3265    |
| 1894    | 60-64 | 2346    |
| 1329    | 65-69 | 1691    |
| 897     | 70-74 | 1207    |
| 628     | 75-79 | 929     |
| 599     | 80+   | 959     |

#### Población por grupo étnico
La composición étnica está encabezada por el grupo mestizo, con 106 865 personas (82,75 %), seguido por el grupo blanco con 17 978 (13,92 %). Los afrodescendientes suman 2 852 personas (2,21 %), mientras que los grupos raizal e indígena tienen una representación minoritaria.
| Grupo étnico                                     | Cantidad de personas | Porcentaje |
| ------------------------------------------------ | -------------------- | ---------- |
| Mestizo                                          | 106 865              | 82,75 %    |
| Blanco                                           | 17 978               | 13,92 %    |
| Negro, mulato, afrodescendiente o afrocolombiano | 2 852                | 2,21 %     |
| Indígena                                         | No disponible        | 0,06 %     |
| Raizal                                           | No disponible        | 0,04 %     |

Aunque la tabla anterior presenta un panorama general de la composición étnica, la presencia indígena en la comuna ha sido documentada con mayor detalle por la *Encuesta de Población Indígena del Municipio de Medellín* (2013). Según esta fuente, se identificaron tres familias de la etnia yanacona y una de la etnia inga. Las dos familias yanacona residen en el barrio Santa Cecilia, mientras que la familia inga habita en Santo Domingo.
1. ↑  El número absoluto de personas indígenas no fue incluido en los resultados cuantitativos principales; sin embargo, se identificaron casos específicos en la encuesta de población indígena de 2013.
2. ↑  No se especifica el número de personas del grupo raizal; su porcentaje es estimado en función de registros complementarios.

## Urbanismo

### Arquitectura
La comuna 1 Popular se caracteriza por albergar predominantemente viviendas pertenecientes a los estratos socioeconómicos 1 y 2. Esta zona presenta una de las mayores densidades de viviendas por hectárea en Medellín y se distingue por la presencia de construcciones no planificadas, muchas de ellas ubicadas en áreas de riesgo. Además, un número significativo de viviendas ha sido edificado con materiales inadecuados y carece del acceso completo a los servicios públicos, lo que constituye uno de los principales desafíos para el desarrollo habitacional de la comuna.
De acuerdo con los datos del SISBEN de 2014, aproximadamente el 46 % de las viviendas son de propiedad completamente pagada, el 42 % se encuentra en condición de arrendamiento, el 10 % corresponde a otras modalidades, y cerca del 2 % son viviendas propias en proceso de pago. Al analizar los datos por barrios, se observa que los resultados son relativamente consistentes con los promedios comunales, salvo en Carpinelo, donde más del 50 % de las viviendas son de propiedad saldada. En contraste, en el barrio San Pablo predomina el arriendo (48 %) sobre la propiedad (38 %). El mismo reporte señala que la mayoría de los hogares reside en casas o apartamentos, aunque aproximadamente un 3 % de la población reporta vivir en una sola habitación.
La mayoría de las viviendas están construidas con materiales como bloque, ladrillo, piedra y madera pulida, los cuales representan un total de 27 882 viviendas, equivalentes al 80,80 % del total de familias encuestadas. No obstante, también se identifican construcciones con materiales no permanentes, como tabla, material reciclado o guadua, que suman 1 821 viviendas, correspondientes al 5,28 % del total.
A pesar de los avances registrados en materia habitacional —como la mejora de viviendas, adquisición de soluciones subsidiadas, legalización de propiedades y acceso a servicios públicos—, persiste un alto número de viviendas que requieren intervención. En este contexto, se han desarrollado macroproyectos como el Metrocable de Medellín, el Cinturón Verde y las Unidades de Vida Articulada —UVA—, los cuales no solo mejoran el entorno urbano, sino que también permiten la reubicación de hogares situados en zonas de riesgo, contribuyendo así a la mejora de las condiciones de habitabilidad.
El entorno físico de la comuna se complementa con espacios públicos y equipamientos comunitarios que fortalecen la calidad de vida de sus habitantes.

### Espacio público y equipamiento
El concepto de espacio público comprende las áreas urbanas permanentes destinadas al uso colectivo, como plazas, plazoletas, parques y otros espacios de libre acceso, cuya función es favorecer la integración social y el acceso equitativo al entorno urbano. En esta zona del nororiente de Medellín se reconoce la existencia de espacio público efectivo que incluye miradores panorámicos, el parque lineal de la quebrada La Rosa, el cerro Santo Domingo, el parque Biblioteca Santo Domingo Savio, la Unidad de Vida Articulada –UVA– La Esperanza y diversas zonas verdes recreativas en la carrera 32, así como en las calles 100, 95, 94, 39, y en las inmediaciones de la estación Popular del Metrocable, entre otros puntos.
Según el Plan de Desarrollo Local Comuna 1. Fase 6: Ejecución articulada de proyectos estratégicos, elaborado por la Corporación Convivamos en 2012, se habían construido hasta esa fecha dos miradores panorámicos: uno en la carretera que conduce a Guarne, a la altura de la calle 102, y otro en las cercanías de la cancha de fútbol del barrio Granizal. Ambos espacios fueron concebidos como lugares de encuentro comunitario.
Este mismo plan advierte sobre el déficit de espacio público y la alta densidad vehicular en barrios como El Popular, Santo Domingo Savio n.º 1, Granizal, Moscú n.º 2 y San Pablo. Con base en este diagnóstico, se estableció como objetivo incrementar el espacio público efectivo y supervisar los procesos de asentamiento informal sobre terrenos públicos y privados. El municipio ha venido adelantando acciones orientadas a abordar esta problemática.
En cuanto a equipamientos urbanos, según el inventario del Sistema de Equipamientos del Distrito (vigencia 2023), elaborado por el Departamento Administrativo de Planeación de Medellín, se identifican los siguientes elementos principales:
- 12 instituciones educativas oficiales,
- 3 bibliotecas,
- 5 centros de salud,
- 7 Unidades de Vida Articulada –UVA–,
- más de 40 instalaciones deportivas, entre las que sobresale la Unidad Deportiva Granizal, así como las canchas de microfútbol de Villa Guadalupe, Carpinelo y Santo Domingo Savio,
- 3 estaciones del sistema Metrocable (Popular, Santo Domingo y Arví),
- la Casa de la Justicia,
- además de varias sedes del programa Buen Comienzo, orientadas a la atención de la primera infancia.[46]

## Comunicaciones
La comuna 1 Popular presenta una red vial sin una planificación adecuada, lo que se traduce en un sistema discontinuo y caótico que dificulta la movilidad. Se identifican calles sin señalización, con interrupciones en su trazado y de dimensiones reducidas, lo que, si bien permite el tránsito en doble sentido, lo complica considerablemente. A ello se suma una topografía accidentada, con elementos geográficos como cauces y quebradas que actúan como barreras naturales entre sectores.

### Conexiones

#### Malla vial
Los principales ejes viales de la comuna son la carrera 39, la carrera 42B, la carrera 46 y la calle 107B. En cuanto al transporte, la comuna cuenta con la línea K del Metrocable de Medellín, así como con rutas alimentadoras y transporte público tradicional.

#### Transporte urbano
La comuna se beneficia de la presencia de un sistema de transporte masivo, lo que facilita el acceso al territorio tanto para los residentes como para los visitantes.

##### Teleférico

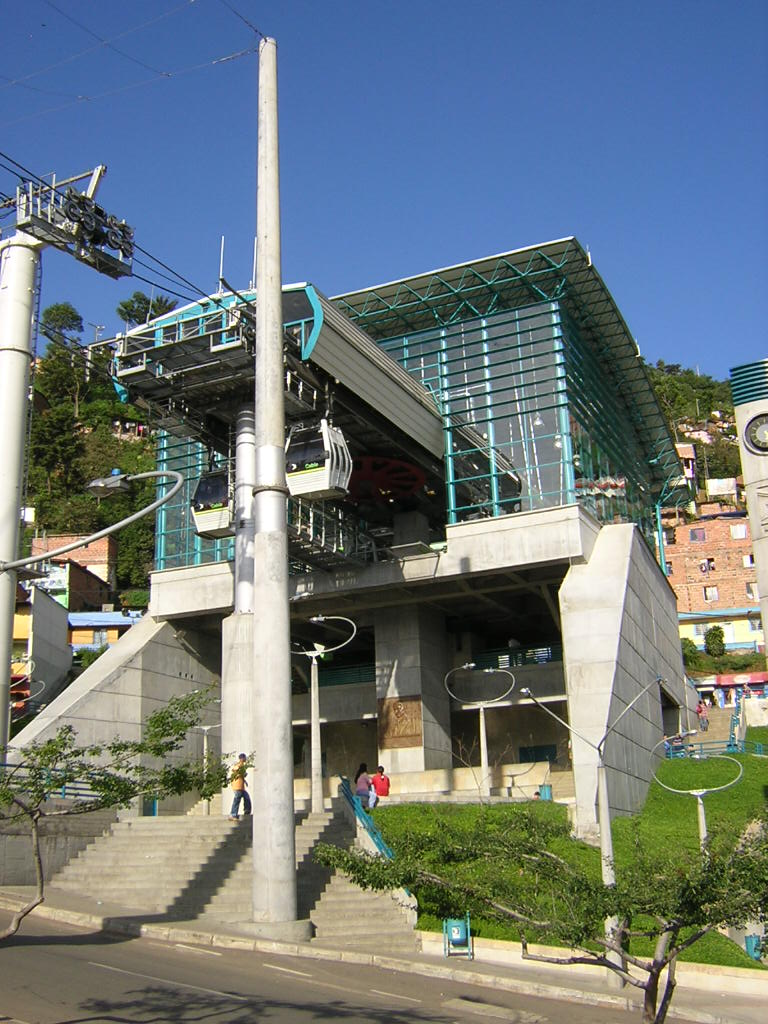
Estación Santo Domingo Savio de la línea K, terminal del Metrocable.

La línea K del Metrocable fue construida en la zona nororiental de la ciudad, atravesando las comunas 1 Popular y 2 Santa Cruz, surgidas a raíz de la ocupación informal y el loteo ilegal durante las décadas de 1950 y 1960. Su configuración espacial responde a procesos de «ocupación ilegal de tierras por inmigrantes del campo a la ciudad y sus procesos de legalización e integración en el entorno urbano».
Antes de la llegada del Metrocable, las comunas 1 Popular y 2 Santa Cruz eran altamente estigmatizadas, con una imagen de sectores marginados, empobrecidos, violentos y fuera de control. En ese contexto de exclusión social y débil presencia estatal, el territorio fue controlado por organizaciones mafiosas que instrumentalizaron a grupos juveniles para disputarse el dominio territorial. Su objetivo era ejercer control sobre el microtráfico de drogas y extorsionar a conductores de buses y pequeños comerciantes. Uno de los efectos más notables fue la imposición de fronteras invisibles entre barrios, que restringían la libre circulación de personas.
La Línea K se consolidó como eje y modelo para intervenciones posteriores, integradas en el marco del Proyecto Urbano Integral —PUI—. Estos proyectos buscaban articular el teleférico con el tejido urbano para generar nuevas dinámicas de desarrollo local, mediante acciones conjuntas en transporte, medio ambiente, vivienda y espacio público. Los PUI se enmarcaron en una política más amplia de mejoramiento urbano denominada «urbanismo social», la cual incluyó la construcción de parques biblioteca, escuelas de calidad y una inversión sostenida en educación y tecnología. No obstante, el impacto social y la sostenibilidad de estas intervenciones a largo plazo siguen siendo objeto de debate.

## Economía
La dinámica económica de la comuna 1 Popular refleja una interacción constante entre las capacidades humanas y las restricciones estructurales que condicionan las oportunidades de sus habitantes. El comercio local, los servicios comunitarios y las pequeñas actividades productivas se configuran como pilares fundamentales que no solo satisfacen necesidades inmediatas, sino que también crean espacios que amplían las libertades reales de la comunidad. Este entramado económico pone de manifiesto la capacidad de adaptación de una población que, mediante sus prácticas cotidianas, transforma de forma continua sus posibilidades de desarrollo y bienestar.
Con base en la información obtenida de los Comités Barriales de Planeación, realizados entre el 6 y el 16 de marzo de 2015, de los Encuentros Nodales del 20 al 22 de marzo del mismo año, y de entrevistas aplicadas por animadores barriales a las Juntas de Acción Comunal y la comunidad en general, se identificaron diversas problemáticas señaladas por los habitantes. Entre ellas destacan la escasez de oportunidades laborales, la falta de formación para el empleo, las dificultades de empleabilidad que enfrentan las madres cabeza de hogar y los retos asociados con la creación y sostenibilidad de empresas y microempresas.

### Empleo
Las estadísticas sobre actividades cotidianas, según el Sistema de Identificación de Potenciales Beneficiarios de Programas Sociales —SISBEN— (2014), indican que, de las 148 636 personas encuestadas, 45 764 estaban estudiando, 41 599 trabajaban, 29 224 no realizaban ninguna actividad, 24 961 se dedicaban a labores del hogar y 4 923 estaban en búsqueda de empleo. De estos datos se concluye que la mayoría se encuentra vinculada al ámbito educativo, mientras que solo el 28 % de la población trabajaba, sin que se especifique si se trataba de empleo formal o informal. Asimismo, apenas el 3,31 % de la población se encontraba en búsqueda de empleo, pese a que cerca de un tercio declaró no estar realizando ninguna actividad.
El estudio por barrios muestra que la actividad más común es el estudio, lo cual se relaciona con la alta proporción de niños y jóvenes entre 0 y 19 años. Las siguientes actividades más frecuentes son trabajar, no tener actividad y dedicarse al hogar. La mayor concentración de personas en búsqueda de empleo se encuentra en los barrios Santo Domingo Savio n.º 1, Popular y Moscú n.º 2.
En cuanto al tiempo dedicado a buscar empleo, los datos del SISBEN revelan que la opción más común fue «no ha buscado», seguida por los rangos de espera entre 9 y 12 semanas, y entre 1 y 4 semanas. Esto sugiere que una porción significativa de la población en edad laboral no busca activamente empleo. Entre quienes sí lo hacen, el tiempo promedio de búsqueda es similar: 466 personas lo hicieron durante 13 a 18 semanas y 885 durante 9 a 12 semanas.
| Actividad principal   | Personas | Porcentaje |
| --------------------- | -------- | ---------- |
| Estudiando            | 45 764   | 30,78 %    |
| Trabajando            | 41 599   | 27,98 %    |
| Sin actividad         | 29 224   | 19,66 %    |
| Oficios del hogar     | 24 961   | 16,79 %    |
| En búsqueda de empleo | 4 923    | 3,31 %     |
| Total                 | 148 636  | 100 %      |
| Fuente:               |          |            |

### Ingresos
Según las estadísticas del Sisbén (2014), en la comuna 1 Popular más de 100 000 habitantes reportaron no tener ingresos mensuales, lo que representa aproximadamente el 67,26 % de la población encuestada. Entre quienes sí perciben ingresos, la mayoría se ubica en el rango de $400 001 a $500 000 pesos mensuales, seguido por quienes ganan entre $500 001 y $700 000. Solo el 1,02 % reportó ingresos superiores a $700 000 pesos. A continuación, se presenta la distribución estimada de ingresos:
| Rango de ingreso mensual | Personas | Porcentaje aproximado |
| --- | -------- | --------------------- |
| Sin ingresos | +100 000 | 67,26 %               |
| $0 – $100 000 | 6 922    | 4,66 %                |
| $400 001 – $500 000 | 11 212   | 7,54 %                |
| $500 001 – $700 000 | 7 527    | 5,06 %                |
| Más de $700 000 | 1 520    | 1,02 %                |
| Fuente: Nota: El valor de 100 000 personas sin ingresos es una estimación mínima para facilitar el cálculo porcentual. La cifra real podría ser superior, y en ese caso el porcentaje también lo sería. |          |                       |

En este contexto, se hace evidente la necesidad de fomentar iniciativas económicas que generen opciones legales y sostenibles de obtención de ingresos, lo cual contribuiría al bienestar general de la población.
Adicionalmente, la Encuesta de Calidad de Vida del Departamento Administrativo de Planeación (2013) indicó que en la comuna 1 la mayor parte de los ingresos se destinaba a la compra de alimentos, seguida por el pago de servicios públicos, comunicaciones, transporte y, en menor medida, ropa y calzado. También se evidenció una diferencia significativa de ingresos entre hombres y mujeres, con mayor empleabilidad para los primeros. Muchas mujeres, por el contrario, se dedicaban exclusivamente a las labores del hogar o no desarrollaban ninguna actividad remunerada.

### Comercio formal e informal
Según el censo de viviendas y actividades comerciales elaborado por la Universidad de Antioquia en Medellín, la comuna 1 contaba con 1 732 establecimientos comerciales. Las actividades económicas se agrupan en las categorías de comercio, servicios, equipamiento, industria y agricultura.
El comercio representa la principal actividad económica, con 1 062 establecimientos; le siguen los servicios con 526, el equipamiento con 82, la industria con 61, y finalmente la agricultura, con un único establecimiento. Estos datos evidencian una economía basada principalmente en el comercio y los servicios.
Dentro del sector comercial se destacan tres subcategorías principales. La más representativa es el «comercio al por menor en establecimientos no especializados con un surtido que consiste principalmente en alimentos, bebidas o tabaco», con 600 establecimientos. Le siguen el «comercio al por menor en establecimientos no especializados, con un surtido compuesto mayoritariamente por productos distintos de los alimentos —víveres en general—, bebidas y tabaco», con 75 locales, y el «comercio al por menor de bebidas y productos del tabaco en establecimientos especializados», con 44 establecimientos.
En cuanto al trabajo informal, se han impulsado procesos de organización como el de la Corporación de Venteros Unidos (CORVEUN), ubicada en el parque de Villa Guadalupe. Esta organización asesora a los vendedores informales en temas de comercialización y contratos.

## Organización política

### Organizaciones sociales y comunitarias

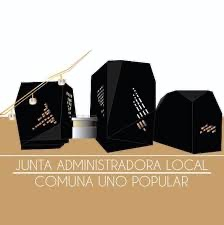
Logo de la Junta Administradora Local de la Comuna Uno Popular, destacando la biblioteca España y el Metrocable como símbolos del desarrollo y la integración comunitaria.

La comuna 1 Popular cuenta con una amplia variedad de organizaciones que se agrupan según intereses políticos, culturales, deportivos, de sexo, etarios y de desarrollo económico, entre otros. Para el año 2014, se registraban aproximadamente 150 organizaciones.
Entre los actores más destacados se encuentran las Juntas de Acción Comunal —JAC—, presentes en cada barrio de la comuna. Estas juntas cumplen una función central en la articulación de iniciativas comunitarias y representan una estructura organizativa ampliamente reconocida por los habitantes. A ellas se suma la Junta Administradora Local —JAL—, así como colectivos que desarrollan actividades artísticas, deportivas y de apoyo a la población adulta mayor.
La articulación de estas entidades ha sido clave para el progreso de la comuna, por lo que fortalecer las organizaciones existentes y fomentar la creación de nuevas estructuras comunitarias constituye una de las estrategias contempladas en el Plan de Desarrollo Local.

## Servicios públicos

### Abastecimiento
Los datos proporcionados por el SISBEN en 2014 indican que en la comuna 1 existen 34 465 viviendas que reciben el servicio de energía eléctrica, mientras que 42 no tienen acceso a este servicio. Los barrios con más viviendas sin energía son Popular, con 11; Santo Domingo Savio n.º 1, con 10; y La Avanzada, con 8.
En cuanto al servicio de alcantarillado, 32 810 viviendas cuentan con él, mientras que 1 697 no disponen de esta infraestructura. Los barrios con mayor número de viviendas sin alcantarillado son Carpinelo, con 293; Moscú n.º 2, con 273; La Avanzada, con 246; y Popular, con 230.
El gas natural domiciliario es el servicio con menor cobertura. Solo 8 341 viviendas disponen de él, mientras que 26 166 no lo tienen. Los barrios con más viviendas con este servicio son Popular, con 2 632; Villa Guadalupe, con 1 798; y San Pablo, con 1 561.
La comuna 1 alberga 26 343 viviendas con servicio de telefonía fija, y 8 164 que carecen de él. Los barrios con más viviendas sin este servicio son Popular, con 1 533; Santo Domingo Savio n.º 1, con 1 522; y Carpinelo, con 827.
Respecto al acueducto, 34 066 viviendas están conectadas a la red, mientras que 441 no lo están. Las mayores carencias se presentan en Carpinelo, con 136 viviendas; Popular, con 69; Santo Domingo Savio n.º 1, con 60; y La Avanzada, con 52.
En general, la cobertura de servicios públicos como electricidad, alcantarillado, acueducto y telefonía fija supera el 90 % en la comuna 1. No obstante, el gas natural domiciliario apenas alcanza una cobertura cercana al 25 %. Aunque el panorama general es favorable, persisten viviendas sin acceso a servicios esenciales, lo que, dependiendo de su ubicación, puede derivar en condiciones insalubres, especialmente en casos de ausencia de alcantarillado o acueducto.

### Educación
La información proporcionada por la Secretaría de Educación de Medellín, correspondiente a 2014, indica que en la comuna predominan las instituciones educativas oficiales, que suman 25, frente a 12 privadas, de las cuales 10 operan mediante contratación directa. Estas cifras sugieren que la calidad y cobertura educativas están estrechamente relacionadas con las políticas y gestión de las entidades públicas.
La cobertura educativa en la comuna se calcula a partir de la comparación entre las matrículas registradas por la Secretaría de Educación de Medellín y la población en edad escolar. A diciembre de 2014, se reportaron 31 581 estudiantes matriculados. Por su parte, la población en edad escolar —de 5 a 16 años— se estimaba en 27 714 personas, según las proyecciones del DANE para ese mismo año. Esta relación arroja una cobertura educativa del 113,95 %.
Cabe aclarar que las cifras de matrícula mencionadas corresponden a estudiantes registrados en los establecimientos educativos, pero no necesariamente a la matrícula definitiva del año. Además, el dato de matrícula se asocia a la ubicación del plantel educativo, que no siempre coincide con el lugar de residencia del alumno. Por tanto, es posible que estudiantes matriculados en la comuna 1 residan en otras comunas, o que quienes viven en la comuna estén inscritos en instituciones fuera de ella.
En cuanto a la atención integral a la primera infancia, la Secretaría de Educación informó que, hasta noviembre de 2014, había 914 madres gestantes y lactantes matriculadas, junto con 6 510 niños y niñas, lo que totaliza 7 424 personas atendidas.
En lo relativo a educación superior, la tasa de asistencia entre jóvenes de 17 a 21 años —según la Encuesta de Calidad de Vida de Medellín (2012)— muestra amplias diferencias entre comunas. Las tasas más altas se registran en comunas con mayor desarrollo, como El Poblado, La América y Laureles-Estadio. En contraste, las comunas de Santa Cruz, Popular y el corregimiento de San Cristóbal presentan tasas inferiores al 40 % para ese año.

### Higiene
Según la encuesta del SISBEN de 2014, en la Comuna 1 Popular, 32 764 viviendas contaban con inodoro conectado a la red de alcantarillado. No obstante, 1 431 viviendas disponían de inodoro sin conexión al alcantarillado ni a pozo séptico. Además, se identificaron 188 viviendas con inodoro conectado a un pozo séptico, 75 con letrina o bajamar, y 49 viviendas que no disponían de ningún tipo de servicio sanitario.
A nivel de barrios, la situación es similar. Los sectores con mayor número de viviendas sin conexión adecuada al sistema sanitario son Carpinelo, Moscú n.º 2, La Avanzada y Popular, donde predominan las viviendas con inodoros sin conexión a redes de alcantarillado ni a sistemas sépticos.

### Salud
La red de equipamientos de salud en la Comuna 1 Popular está compuesta por cinco centros de salud y dos unidades hospitalarias. Aunque estas últimas se encuentran por fuera de los límites de la comuna, están al servicio de su población.

#### Protección social
De acuerdo con la encuesta SISBEN de 2014, el 43,60 % de los habitantes de la comuna estaban afiliados a una EPS del régimen subsidiado. En segundo lugar se encuentra la población sin cobertura en salud, que representaba el 30,59 %. Por su parte, el 22,24 % estaba afiliado al régimen contributivo, el 3,21 % a la Nueva EPS, y el 0,36 % pertenecía a regímenes especiales.
Estos datos revelan que el 69,41 % de la población —es decir, 103 168 personas— estaba afiliada al sistema de seguridad social en salud, mientras que el 30,59 %, equivalente a 45 468 personas, carecía de cobertura. Esta situación plantea la necesidad de implementar políticas que mejoren el acceso a servicios de salud en la comuna.
La comparación entre los datos de 2009 y 2014 muestra un avance en la cobertura. En 2009, 75 315 personas (49,19 % del total de 153 122 habitantes) no estaban afiliadas a ningún régimen. En 2014, esta cifra se redujo a 45 468 personas (30,48 % del total de 149 161).

#### Salud mental
El primer estudio poblacional sobre salud mental en Medellín, realizado en 2012, evidenció un riesgo muy alto de trastornos mentales en las comunas Popular, Manrique, Aranjuez y Santa Cruz. En contraste, las comunas de Laureles-Estadio y El Poblado presentaron los niveles de riesgo más bajos.
En particular, la Comuna 1 presentó altos niveles de prevalencia en trastornos como ansiedad generalizada, agorafobia, fobias específicas y sociales, ansiedad por separación, depresión mayor, distimia, trastorno bipolar, déficit de atención y ideación suicida.
En cuanto al consumo de sustancias en 2014, se registró un 33,2 % de consumo de alcohol, seguido por un 3,3 % de marihuana, 1,3 % de cocaína y derivados, 1,3 % de medicamentos no recetados y 1,1 % de heroína y otras sustancias. La prevalencia de trastornos por uso de sustancias fue mayor entre los hombres.

#### Discapacidad
Según la encuesta del SISBEN de 2014, en la Comuna 1 Popular se registraron 2 747 personas con alguna discapacidad, lo que equivale al 1,85 % de los 148 636 individuos encuestados. De esta población, el 74,34 % se ubicaba en los puntajes más bajos del SISBEN (entre 0,01 y 36,32); el 8,26 % se encontraba entre 36,33 y 39,32; el 9,43 % entre 39,33 y 46,50; y el porcentaje restante se distribuía en valores inferiores al 1,13 %.
En cuanto al tipo de discapacidad, el informe del SISBEN 2013 registró un total de 2 761 personas con alguna condición limitante. De ellas, el 34,70 % presentaba dificultades para entender o aprender, el 20,97 % para moverse o caminar por sí solas, y el 20,17 % para salir a la calle sin ayuda. Asimismo, el 9,31 % padecía sordera total, mientras que los casos restantes, que no superan el 7,39 %, correspondían a dificultades para bañarse, vestirse o alimentarse sin asistencia, así como a condiciones de mudez o ceguera total.
Entre 2009 y 2014, se observó un aumento en el número de personas en situación de discapacidad, pasando de 2.184 a 2 747, lo que representa un incremento de 563 casos. Este crecimiento pone de manifiesto la necesidad de ampliar la cobertura en atención a esta población.
Los registros sobre atención a personas con discapacidad durante los años 2011, 2012 y 2013 revelan una baja cobertura. Según el informe de la Unidad de Discapacidad de la Secretaría de Inclusión Social y Familia (2015), en 2013 se atendieron 1 481 personas, frente a las 2 761 reportadas por el SISBEN. Cabe señalar que las cifras de atención no detallan el tipo específico de discapacidad.

#### Gravidez adolescente
En el año 2012, la Comuna 1 Popular presentó una de las tasas más altas de fecundidad adolescente en Medellín, con 112,31 nacimientos por cada mil mujeres entre 15 y 19 años. En contraste, en la comuna de El Poblado la tasa fue de 8,77 nacimientos por cada mil adolescentes.
Según el informe Medellín Cómo Vamos (2013), aunque se evidenció una mejoría en las cifras, esta no fue homogénea en todo el territorio. Persisten desigualdades notables entre comunas y corregimientos en cuanto a fecundidad adolescente.
Durante el año 2013, las comunas de El Poblado y Laureles-Estadio registraron una tasa de 6,1 nacimientos por cada mil mujeres adolescentes, mientras que la Comuna 1 alcanzó una tasa de 63,1, lo que representa un aumento cercano al 76 % respecto al promedio de la ciudad. Este comportamiento posiciona a la comuna entre las de mayor incidencia en fecundidad adolescente durante los tres años anteriores, y señala la necesidad de priorizar acciones focalizadas en esta población vulnerable.
En lo que respecta a la mortalidad materna, las comunas de Santa Cruz y Popular presentaron los índices más altos de la ciudad en 2012, con tasas de 192,68 y 93,72 muertes maternas por cada cien mil nacidos vivos, respectivamente.

### Seguridad
En el año 2014, la Comuna 1 Popular contaba con 5 cámaras de seguridad, 7 cuadrantes, 26 motocicletas, 18 automóviles, una estación de policía y un Comando de Atención Inmediata —CAI—. La estrategia de seguridad se organizaba por cuadrantes, con el fin de prevenir e interrumpir el ciclo delictivo en la comuna.
Según el Plan Integral de Seguridad y Convivencia 2012-2015 del Municipio de Medellín, durante los años 2009 y 2010 se registró un aumento en la criminalidad, alcanzando 179 y 138 homicidios, respectivamente. En los años posteriores, 2011 y 2012, los homicidios disminuyeron a 26 casos en cada año. Los delitos más frecuentes en ese período fueron la infracción a la Ley 1098 —Código de Infancia y Adolescencia— y la violencia intrafamiliar.
De acuerdo con la Personería de Medellín, en 2014 la comuna registró 13 homicidios, una cifra inferior a los 26 casos ocurridos en 2012. En comparación con otras comunas, Popular presentó uno de los índices más bajos de homicidios. Por ejemplo, la comuna 10 La Candelaria tuvo 116 homicidios, la comuna 13 San Javier 63, la comuna 7 Robledo 59 y la comuna 4 Aranjuez 57.
En cuanto a los suicidios, la comuna se ubicó en la media de la ciudad, con cinco casos registrados en 2014. Las cifras más altas se presentaron en la comuna 14 El Poblado (12 casos), la comuna 10 La Candelaria (11) y la comuna 16 Belén (9 casos).
En relación con las desapariciones, se reportaron 35 casos en 2014, de los cuales 24 corresponden a hombres y 11 a mujeres. Aunque no figura entre las comunas con más desapariciones absolutas, esta cifra representa el 22 % del total de casos de desaparición en la ciudad.
La comuna Popular también figura entre las más afectadas por el desplazamiento forzado intraurbano. En 2014, se ubicó en el segundo lugar de la ciudad, con 584 personas desplazadas, solo por detrás de la comuna 13 San Javier, que registró 1 119 personas en esta condición.
Respecto a la violencia basada en sexo, en 2014 no se registraron asesinatos de mujeres en la comuna. Sin embargo, se denunciaron 61 casos de presuntos delitos sexuales, ubicando a Popular en el quinto lugar entre las comunas con más casos. Las cifras más altas se presentaron en la comuna 6 Doce de Octubre (80 casos), la comuna 3 Manrique (76), la comuna 8 Villa Hermosa (65) y la comuna 4 Aranjuez (64).
En cuanto a violencia intrafamiliar contra mujeres, se reportaron 160 casos en la comuna, lo que constituye una cifra elevada. Aunque la comuna 8 Villa Hermosa encabezó esta categoría con 387 casos, la situación en Popular refleja la necesidad de implementar estrategias enfocadas en prevenir y atender la violencia contra la mujer.
En síntesis, el panorama de seguridad en la comuna 1 revela un bajo número de homicidios y suicidios, pero también evidencia problemáticas graves, como las desapariciones, el desplazamiento forzado y la violencia de género. Estos factores hacen urgente el diseño de políticas públicas integrales que mejoren la convivencia y garanticen los derechos de los habitantes de la comuna.

## Cultura

### Instalaciones culturales
En la comuna 1, el equipamiento cultural incluye diversos espacios significativos, como el cerro Santo Domingo, la Casa de Piedra, que es un sitio arqueológico, el cerro Las Brisas de Oriente, el morro de La Cruz y varios parques, entre ellos el parque La Cruz, el parque lineal quebrada La Herrera, el parque Biblioteca España, el parque Villa de Guadalupe, el parque Ajedrez y el parque de El Compromiso. También se encuentra la Unidad de Vida Articulada —UVA— La Esperanza, que cumple funciones educativas y culturales.
Destaca igualmente la Red Cultural de la Comuna 1, una organización que agrupa a numerosos artistas del territorio con el objetivo de incidir en las políticas públicas en materia cultural y artística. Esta red también promueve la capacitación de sus miembros y surgió como resultado del programa de Planeación Local y Presupuesto Participativo. En 2006, recibió financiación adicional para implementar procesos de formación e investigación en torno a la actividad cultural en la comuna.
En años recientes, se ha registrado un aumento en la inversión en cultura en la comuna 1, con mejoras en infraestructura, equipamientos y fortalecimiento de procesos institucionales y artísticos. No obstante, el número de organizaciones y artistas sigue siendo reducido, los programas culturales se mantienen sectorizados, y persisten dificultades en la agremiación y la organización de eventos que promuevan las artes escénicas dentro y fuera del territorio. La música es la manifestación más desarrollada, pese a la ausencia de una sede de la Red de Escuelas de Música de Medellín en la comuna. También se destaca la danza, mientras que expresiones como el teatro, la cuentería y las artes visuales tienen una participación limitada.

### Medios de comunicación
Los medios de comunicación han tenido una participación destacada en la historia reciente de la comuna. Desde la década de 1950, los residentes comenzaron a establecer redes de comunicación por medio de altoparlantes, que servían para convocar a la comunidad a jornadas de construcción de vivienda, actividades recreativas y mejoras barriales. Personajes como «Balaca» utilizaron este medio para fomentar la integración vecinal.
Con el paso del tiempo, la aparición de la televisión por cable comunitaria, conocida como «parabólicas», dio origen a canales locales que transmitían contenido relevante para los habitantes. Paralelamente, surgieron emisoras radiales en la comuna 1 y en la zona 1 nororiental. Sin embargo, varios de estos medios desaparecieron a raíz de cambios en la legislación y el control regulatorio.
Un hito en la articulación de los medios comunitarios fue la creación en 2008 de la Corporación El Megáfono, orientada al fortalecimiento de capacidades en escritura, producción multimedia y televisión comunitaria. Además de ofrecer servicios de comunicación comercial, esta organización impulsa procesos de movilización social a través de contenidos generados desde la comunidad.
Actualmente, la comuna cuenta con una identidad gráfica institucional que incluye manual de uso, logotipo, colores, boletines físicos y virtuales, video institucional, canción, eslogan y jingle. Además, dispone del periódico comunitario La Uno, una página web, un cineclub, una red de medios escolares y comunitarios, y se encuentra gestionando la creación de un centro de producción audiovisual y una emisora comunitaria.
Pese a estos avances, las evaluaciones comunitarias identifican varios desafíos, entre ellos la falta de equipamiento en sedes sociales, la debilidad de las organizaciones sociales y la ausencia de programas que fortalezcan la comunicación comunitaria. Estos factores limitan la difusión de las actividades culturales y sociales de la comuna 1, por lo que se plantea la necesidad de diseñar estrategias que mejoren los canales de comunicación y visibilización del territorio.

## Deporte
La comuna 1 Popular dispone de 47 espacios destinados al deporte, la recreación y la actividad física, lo que equivale a un escenario por cada 2 761 habitantes. Los barrios con mayor número de instalaciones son Nuevo Horizonte, Villa Guadalupe, El Compromiso y Granizal, donde se encuentra la Unidad Deportiva Granizal, un referente significativo para los deportistas locales.
Según la Alcaldía de Medellín, el Instituto de deportes y recreación de Medellín —INDER— y la Universidad de Antioquia (2012), en la comuna la práctica del deporte, la recreación y la actividad física se organiza en tres dimensiones. La primera está conformada por los programas, proyectos y acciones desarrollados por el INDER; la segunda, por las actividades priorizadas a través de la Planeación Local y el Presupuesto Participativo —PLPP—; y la tercera, aunque en menor medida, por el trabajo voluntario de líderes y organizaciones sociales y comunitarias.
En cuanto a las actividades promovidas por el INDER, la comuna cuenta con cinco Escuelas Populares del Deporte, ubicadas en los barrios de Santo Domingo, El Compromiso, Popular, Granizal y Villa Guadalupe. Según información del año 2015, estas escuelas se estructuran en tres componentes: iniciación deportiva, formación deportiva y especialización por disciplina.
Respecto al deporte educativo, comunitario, asociado y de adrenalina, se destaca la existencia de una escuela de deportes de adrenalina, seis acciones de deporte y convivencia, cinco festivales «inderescolares» y dos juegos «indercolegiados».
En cuanto a la recreación, el INDER implementa tres programas clave en la comuna: Ludotecas para Medellín, Recreando nuestros barrios y corregimientos y Núcleos recreativos. Estas iniciativas se desarrollan en 5 ludotecas, 22 parques recreativos y un núcleo recreativo, respectivamente.
En el marco de la Planeación Local y el Presupuesto Participativo —PLPP—, se creó la Mesa de deportes y recreación de la Comuna 1, la cual lidera programas y eventos como justas deportivas, torneos comunitarios, entrega de material, olimpiadas y festivales para personas con discapacidad, actividades al aire libre y adecuación de espacios.
Pese a la variedad de infraestructura y programas existentes, la oferta no cubre completamente la demanda de la población. Esto resalta la necesidad de continuar reforzando los proyectos actuales y crear nuevas iniciativas deportivas y recreativas en la comuna.
Adicionalmente, algunas instalaciones deportivas presentan condiciones inadecuadas, debido a que los terrenos donde se encuentran no pertenecen al Municipio. Esta limitación afecta al menos cinco escenarios: la cancha de microfútbol El Trébol, la placa polideportiva Santo Domingo n.º 2, la placa polideportiva La Mixta, la placa polideportiva La Avanzada y la placa polideportiva Estación del Metro Popular.
| La Esperanza No.2        | Parque infantil                                             |
| La Avanzada              | Cancha de microfútbol El Trébol (en tierra)                 |
| La Avanzada              | Placa polideportiva La Avanzada                             |
| La Avanzada              | Parque infantil                                             |
| Nuestra Señora del Rocío | Placa polideportiva Nuestra Señora del Rocío                |
| Nuestra Señora del Rocío | Parque infantil                                             |
| Nuestra Señora del Rocío | Cancha de tejo                                              |
| Santo Domingo No.1       | Placa polideportiva Santo Domingo                           |
| Santo Domingo No.1       | Parque infantil                                             |
| Santo Domingo No.1       | Gimnasio al aire libre                                      |
| Santa María la Torre     | Placa polideportiva Santa María La Torre                    |
| Nuevo Horizonte          | Placa polideportiva Paulo VI                                |
| Nuevo Horizonte          | Parque infantil                                             |
| Nuevo Horizonte          | Parque recreativo corredor La Herrera                       |
| Nuevo Horizonte          | Placa polideportiva corredor La Herrera                     |
| Nuevo Horizonte          | Piletas corredor La Herrera                                 |
| Popular 1                | Placa polideportiva Divina Providencia                      |
| Popular 1                | Parque infantil Divina Providencia                          |
| Popular 1                | Gimnasio al aire libre                                      |
| Popular 1                | Placa polideportiva La Bombonera                            |
| Santo Domingo No.2       | Placa polideportiva La Polvoreda                            |
| Santo Domingo No.2       | Placa polideportiva Santo Domingo Savio Nº2                 |
| Santo Domingo No.2       | Parque infantil                                             |
| Popular 2 Parte Alta     | Cancha de fútbol El Rompoy                                  |
| Popular 2 Parte Alta     | Parque infantil                                             |
| Popular 2 Parte Alta     | Gimnasio al aire libre                                      |
| Granizal                 | Placa polideportiva Granizal                                |
| Granizal                 | Cancha de fútbol en grama sintética Granizal                |
| Granizal                 | Parque infantil Granizal                                    |
| Granizal                 | Parque infantil Granizal (próxima a la iglesia La Macarena) |
| Granizal                 | Parque infantil Granizal                                    |
| Granizal                 | Gimnasio al aire libre                                      |
| Carpinelo 2              | Placa polideportiva Los Tablones                            |
| El Compromiso            | Placa polideportiva Pequeña María                           |
| El Compromiso            | Parque infantil Pequeña María                               |
| El Compromiso            | Placa polideportiva El Compromiso                           |
| El Compromiso            | Parque infantil El Compromiso                               |
| El Compromiso            | Gimnasio al aire libre                                      |
| San Pablo 2              | Placa polideportiva La Mixta                                |
| Carpinelo 1              | Placa polideportiva La Amapolita                            |
| Marco Fidel Suárez       | Placa polideportiva Institución Educativa San Pablo         |
| Marco Fidel Suárez       | Parque infantil                                             |
| Villa Guadalupe          | Placa polideportiva Villa Guadalupe                         |
| Villa Guadalupe          | Cancha de Microfútbol Villa Guadalupe                       |
| Villa Guadalupe          | Cancha de baloncesto Villa Guadalupe                        |
| Villa Guadalupe          | Parque infantil                                             |
| Villa Guadalupe          | Gimnasio al aire libre                                      |

### Publicaciones institucionales
- Alcaldía de Medellín (2013). Encuesta calidad de vida. (Impreso). Medellín: Alcaldía de Medellín. p. 35.

- Alcaldía de Medellín (Septiembre de 2015). Plan de desarrollo local comuna 1 Popular. (pdf) (1.a edición). ISBN 9789588888255. Consultado el 11 de febrero de 2025.

- Centro Nacional de Memoria Histórica (CNMH) (2015). Medellín: memorias de una guerra urbana (pdf). Bogotá: CNMH. Consultado el 24 de julio de 2025.

- Alcaldía de Medellín (2022). Ficha de caracterización territorial 1 - Popular. (pdf). Consultado el 12 de febrero de 2025.

### Publicaciones académicas
- Jacques Aprile-Gniset (1992). Medellín: la metamorfosis de una ciudad (Impreso). Medellín: Universidad Nacional de Colombia. ISBN 9587010421 |isbn= incorrecto (ayuda).

- François Coupé (1996). La urbanización popular de Medellín (Impreso). Medellín: Universidad Nacional de Colombia, Sede Medellín. ISBN 9587010219 |isbn= incorrecto (ayuda).

- Duarte, Adriana Rocío (2007). «Conflicto armado urbano y procesos de desarme en Medellín: una lectura desde las milicias». Análisis Político (Impreso) (Instituto de Estudios Políticos, Universidad Nacional de Colombia) 20 (60): 78-94.

- Riaño Montoya, Valentina (2016). Prácticas de habitar y transformaciones espaciales: estudio de caso en el barrio Popular Uno, comuna 1 de Medellín (pdf) (Trabajo de grado de Arquitectura). Medellín: Universidad Nacional de Colombia. Consultado el 24 de julio de 2025.

- Pérez Fonseca, Andrea Lissett (2018). «Las periferias en disputa: procesos de poblamiento urbano popular en Medellín» (pdf). Estudios Políticos (Instituto de Estudios Políticos, Universidad de Antioquia) (53): 148-170. doi:10.17533/udea.espo.n53a07. Consultado el 24 de julio de 2025.